# باربرا لي
باربرا لي (بالإنجليزية: Barbara Lee) (و. 1946 – م) هي سياسية من الولايات المتحدة الأمريكية ولدت في إل باسو، تكساس.

## التعليم
تعلمت في جامعة كاليفورنيا، بركلي.